# 山根公路
山根 公路（やまね こうじ、1967年1月29日 - ）は日本のキーボーディストである。東京都出身。ロックバンドDEENの創設メンバーでありリーダー。巣鴨高等学校卒業。

## 来歴
DEEN結成前には古井弘人（後にGARNET CROWのキーボーディスト）とバンドを組んでおり、そのバンドでデビューする予定だった。DEEN結成以前はスタジオミュージシャンの傍ら水泳のインストラクターのアルバイトをしていた最中の25歳の時、スタッフからDEEN結成の話を持ちかけられ1993年にDEENのキーボード兼コーラスとしてデビューをしそれ以来ボーカル池森秀一と共に四半世紀以上支え続けている。

## 音楽活動
DEENにおける、大半の曲を作曲している。元DEENドラマー宇津本直紀との共作も数多くある。DEENのライブではキーボード演奏だけではなく、ヴォーカルをつとめることもある。ファンクラブ限定でCDも発売した。
ライブではキーボード演奏に縛られずエレクトリック・ギターの演奏もしばしば見られており、ギターソロも好評を呼んでいる。

## 人物
愛称は、「公ちゃん」「リーダー」「山さん」「山根さん」「山ねっち」など。
ピアノを習い始めたのは3歳の頃。大学時代はバンドを組んでいたが、その時はヴォーカルだった。基本はキーボード（ピアノ）担当だがコーラスもつとめ、ライブではギターを弾くことも多い。それ以外にも、アコーディオン、ドラムなどマルチな才能を発揮し、音楽活動の幅を広げている。メンバー内では一番年上。「自分は、メンバー間では調整するタイプ（まとめるタイプ）」と語っている。
ライブでは「上海ロックスター」という架空のキャラクターも演じている。12thアルバム「Diamonds」では、「上海ロックスター」で初めてメインボーカルを務めた。
父親は東京都渋谷区で居酒屋「千」を経営していた。現在は妹夫婦が引き継ぎ営業を行なっている。